# やまもとまさみ
やまもと まさみ（本名:山本 聖実（読み同じ）、1974年2月21日 - ）は、日本のピン芸人（お笑いタレント）。実業家。愛知県出身。元々はマセキ芸能社に所属していたが佐藤企画に移籍後、現在はフリー。R-1ぐらんぷり2014王者。

## 来歴
- 弥富高等学校卒業後、地元で自動車に乗っていて他の自動車に激突され、その保険金という形で思わぬ大金が舞い込み、それを元手に上京。俳優、コメディアンではジム・キャリーのようになりたかったと語っている[3]。
- すぐさまお笑いの世界に入ったわけではなくまずは劇団のワークショップに通ったが、理由も聞かされず2時間近くジャンプをさせられたりとの劇団だったためパッと辞めた[3]。
- その後、知人の紹介でユースケ・サンタマリアなどが所属するテイクイット・エージェンシーへ所属。コントを書いてユースケの学園祭ツアーなどで発表していた。しかし、北海道での仕事の打ち上げでユースケに「お前、これからどうするんだ?」と聞かれ、初めて自分がお笑いの世界と遠いところにいたことに気付く。その後、マセキ芸能社の第1回オーディションに応募し合格[3]。2009年に旗揚げした東貴博（Take2）の演劇ユニット「FIRE HIP'S」のメンバー。
- 2007年2月18日、R-1ぐらんぷりで初の決勝進出を果たすも、結果は6位（438点）に終わる。因みに5位の友近とは439点で1点差、4位の土肥ポン太とは440点で2点差、1つ下で7位のウメとは437点で1点差とかなりの混戦であった。
- 2013年1月末付けで、こばやしけん太と共にマセキ芸能社から解雇された。翌2014年1月には東と同じ佐藤企画所属となった。
- 2014年3月4日、R-1ぐらんぷりにて実に7年ぶりに決勝へ進出し、その結果FINAL STAGEで満票を獲得して優勝を果たした。六代目桂文枝からは「ネタの雰囲気を（2本目に）まったく変えてきたのと、動きがホントに面白かったです」と称えられた。また、同大会では吉本興業以外に所属する事務所の芸人としては史上初の優勝者となった[4]。なお、やまもとが優勝して以降は2017年度の第15回大会までR-1王者が全て非吉本所属の芸人となっていた[5]。
- 2015年2月10日放送のR-1ぐらんぷりに2年連続でファイナリストとして出場。ネタ前のVTRでは「前人未到の3連覇を狙う」と意気込むも、同ブロックの対戦相手だったじゅんいちダビッドソンに2票差で敗れてしまい、FINAL STAGE進出は果たせず優勝も逃した（最終的にやまもとを破ったじゅんいちが優勝を果たした）。
- R-1優勝後は仕事が沢山入るなどの環境の変化もあったようだが[6]、後述のようにトークを苦手としているためバラエティ番組などでは思うように活躍できず程なくして露出は激減。2016年12月時点では芸人や役者業の傍らアプリ系企業に就職し、部署のリーダーを務めているという[7]。
- 2017年11月には神奈川県小田原市・ダイナシティ内にフランチャイズのクレープ店「ジェラフル」を開業。2022年4月時点で3店舗を経営していたが[8]、コロナ禍で都県を跨ぐ移動がしにくくなった結果、小田原店を他のオーナーに売却したほか、2024年1月には神奈川県相模原市の相模大野店を閉店し、以降は東京都町田市の町田店のみを経営する[9]。あくまで副業であり、子供から「お笑いをやめたの?」と質問されて「お笑いを続けるためだよ」と答えた[10]。
- 2021年12月より、新たに移動販売店「やきいも劇場」を始める[8]。自転車で移動販売しているスタッフはみんな芸人だという[8]。

## 芸風・持ちネタ
主に1人コントを行い、様々なキャラの演じ分けを得意とする。代表的なキャラとして「ジェイソン君」「SMの女王様」「修学旅行で顔に落書きされた先生」「名称が中々思い出せない刑事」「ファミレスの店長 江口」「生徒に催眠術でティラノサウルスにされた先生」などがある。基本的にオネエ口調のキャラが多い。

## 人物・エピソード
- 既婚で2児の父。R-1ぐらんぷり2014で優勝するまではバイトを3つ（電気製品の実演販売・大工・美白美容液の販売）掛け持ちして妻子を養う苦労人であった。掛け持ちしていた頃は月収40～50万円は稼いでいたという[7]。
- 上記の通り、R-1で優勝するなどコントが得意な一方でフリートークは大の苦手としている。
  - 2016年11月30日放送の『ナカイの窓』「チャンピオンなのにSP」において、賞レースで優勝したのにブレークできない芸人の1人として出演するも披露したトークが全くウケず、MCの中居正広からは「お前、（俺の）同級生より喋れないわ。全く面白くない」とバッサリ斬られた。そして得意とするはずのネタ見せにおいても空回りして終始グダグダな展開となり、サポートMCのバカリズム[12]から「お前殺すぞ! 俺がお世話になっている番組、むちゃくちゃにしやがって」と激怒されてしまった[13]。挙句の果てにやまもと自身は「もっとみなさん協力的かと思った」と他人のせいにし、他の共演者は完全に呆れ果てていた[14]。
  - 番組の終盤に心理カウンセラーから、今回出演した芸人の中で「今後大ブレイクする人」の判定が下されるもまさかの「該当者なし」に終わり、その結果終始上記の醜態を見せたやまもとに「絶対お前のせい」と共演していた他の芸人（ライス、笑い飯、パンクブーブー）から非難が集中。更にやまもとは心理カウンセラーに「一番ブレイクの可能性が低い人」と診断され、「ここまで凄いのを見たのは貴重な体験。まばたきの回数は酷いわ、唇は舐めるわ、外界とのコミュニケーションを遮断する状態。こうやって人って追い込まれていって自我の機能が崩壊するんだなって」とまで言われる始末であった[14]。
- R-1ぐらんぷりでは、2006年度からその年の大会の模様を収録したDVDが毎年発売されていたが、やまもとが優勝した2014年度以降から発売が途絶えている（理由は不明）。

## 出演

### バラエティ番組
- 青い空が好きっ!（山口朝日放送）
- NE=Talking（FM南青山）- 同じマセキ所属だったいとうあさこと一緒に出演。互いのスケジュールが合わずに代役(檜山豊（元ホーム・チーム）、矢鋪剛義（元こんらんチョップ）など)が多く、なかなか二人そろわない。
- 爆笑ピンクカーペット（フジテレビ）キャッチコピーは「ひとりツッコミ劇場」→「怒りのスプラッターコメディー」
- 爆笑レッドカーペット（フジテレビ）キャッチコピーは「ひとりツッコミ劇場」→「怒りのスプラッターコメディー」。コラボカーペットでなだぎ武や岸学（どきどきキャンプ）と共演。
- 午後は○○おもいッきりテレビ（日本テレビ）「バンザイ! 日本の大家族」リポーター（いとうあさこと隔週交代で出演）
- お笑い登龍門 ガッハ（フジテレビ）
- FANFUN TALKIN'（Music Japan TV）
- 日テレジェニック美女2（日テレプラス&サイエンス）番組MC
- 爆笑オンエアバトル（NHK総合）戦績0勝4敗 最高333KB
- 竹山先生?（テレビ東京）
- くるくるドカン〜新しい波を探して〜（フジテレビ）
- 東京金歯（BSフジ）
- ゼベック・オンライン（TOKYO MX）
  - 2003年10月 - 2004年9月　毎週水曜日担当
  - 2005年3月7日　ゲスト
- エンタの神様（日本テレビ）キャッチコピーは「七変化のボードビリアン」
- エンタの天使（日本テレビ）キャッチコピーは「自由系ボードビリアン」
- R-1ぐらんぷり
  - 2007決勝進出 6位
  - 2014決勝進出 優勝
  - 2015決勝進出 Cブロック2位
- タモリ倶楽部（テレビ朝日、2006年2月17日）「タモリ電車クラブ 入部審査会」にて、タモリ電車クラブ会員を目指して得意の芸を披露するもあと1歩及ばず落選。
- ひるまにあん（テレビ朝日系列東北6県ブロックネット、2009年4月 - ）
- 鳥居みゆきの社交辞令でハイタッチ（GyaO!）
- カンニングの恋愛中毒（GyaO!）
- サキよみ ジャンBANG!（テレビ東京、2010年5月7日）
- 新世紀ネタキング決定戦（TOKYO MX、2010年10月14日）
- ナイツのHIT商品会議室（チバテレ、2011年1月 - 2013年3月）「永遠のマンスリーゲスト」名目でレギュラー出演
- 今田耕司プレゼンツ 鶴瓶vs未知数芸人 俺の相方誰やねん!?スペシャル（関西テレビ、2011年1月2日）
- 行列のできる法律相談所（日本テレビ）
- 踊る!さんま御殿!!（日本テレビ）
- 女神のマルシェ（日本テレビ）[15]
- 祝! R-1優勝 やまもとまさみのオモシロイやつ～! -人気芸人とコント×ロケ×クイズしてきました-（関西テレビ・フジテレビ、2014年6月8日）[16]
- 旅MAX〜山里の魅力創造社（CBCテレビ、2015年7月19日 - 2015年12月13日）本放送のほか、前日にプレ旅MAXとして放送される10分間のプレ番組にも出演。
- ナカイの窓（日本テレビ、2016年11月30日・2019年1月23日）

### テレビドラマ
- 水曜ミステリー9 嫌われ監察官 音無一六〜警察内部調査の鬼〜2（テレビ東京、2014年11月5日）岩森剛 役
- 素晴らしき哉、先生! 第5話（2024年9月15日、朝日放送テレビ・テレビ朝日系） - 望月 役[17]

### 映画
- 踊る大捜査線 THE FINAL 新たなる希望（2012年9月7日公開）商店街で捕まる強盗犯 太田賢治 役
- THE RIGHTMAN 正義の男（2025年2月1日公開）[18]

## 出演作品

### DVD
- 笑魂シリーズ『やまもとまさみのひとりコント』（2008年1月1日、コンテンツリーグ）[19]
- 『爆笑レッドカーペット ～花も嵐も高橋克実～』（2010年3月30日、アニプレックス）